# Brasserie de Jandrain-Jandrenouille
Brasserie de Jandrain-Jandrenouille is een Belgische brouwerij te Jandrain-Jandrenouille in de provincie Waals-Brabant.

## Geschiedenis
De brouwerij werd opgericht in 2006 door Alexandre Dumont de Chassart en Stéphane Meulemans die samen gestudeerd hadden aan de UCL. De inox brouwinstallatie (brouwsels van 10 hl) werd gekocht van de Franse Brasserie du Berry te Bourges en had een gistingscapaciteit van 30 hl. Deze brouwinstallatie is van Amerikaanse makelij (Northern Brew Systems). De brouwerij is gevestigd in een 18de-eeuwse Haspengouwse vierkantshoeve. Het eerste bier IV Saison werd in juni 2007 op de markt gebracht. In oktober 2007 werd een Riempiteric afvulinstallatie (Canelli, Italië) geïnstalleerd en in augustus 2010 werden twee extra gistingstanks bijgeplaatst.

## Bieren
- IV Saison, blond, 6,5%
- V Cense, roodbruin, 7%
- VI Wheat, blond tarwebier, 6%